# Shiksha
La Shiksha (IAST: śikṣā ; devanāgarī: शिक्षा) est un des six Vedangas, une branche de science et d'apprentissage consacré ici à la phonétique dans le védisme. Pour l'étudiant du sous-continent indien, historiquement brahmane, il s'agit d'énoncer clairement les mantras et les hymnes contenus particulièrement dans les Védas.